# Celina (imię)
Celina – imię żeńskie pochodzenia łacińskiego. Wywodzi się od słowa caelum, 'niebo'. Imię to zaczęło pojawiać się w Polsce częściej dopiero w XIX wieku.
Męskim odpowiednikiem jest Celinus (Caelinus) i Caelius.
Celina imieniny obchodzi 21 października, jako wspomnienie św. Celiny, która jest patronką imienia.
W innych językach:
- (ang.) Celine
- (gr.) Kilina, Koilina
- (esperanto) Celina[3]
- (fr.) Céline
- (ros.) Cilina, Селина (Sielina)[4]
- (węg.) Szelina
- (wł.) Celina, Cele

Znane osoby o tym imieniu:
- Celina Dangel-Fijałkowska – polska poetka
- Céline Dion – kanadyjska piosenkarka
- Céline Laporte – francuska lekkoatletka
- Celina Szymanowska – żona Adama Mickiewicza

Święte i błogosławione:
- św. Celina z Laon - matka św. Remigiusza, 21 października[6],
- św. Celina z Meaux - towarzyszka św. Genowefy, 21 października[7]
- św. Celina z Akwitanii[8] - dziewica, 17 października[9]
- św. Maria Celina Martin - matka świętej Teresy z Lisieux, 12 lipca[10]
- bł. Celina Chludzińska Borzęcka - zakonnica, 26 października[11],
- bł. Maria-Celina Castang - zakonnica, 30 maja[12],

Postaci fikcyjne:
- Celina - bohaterka powieści Bez dogmatu Henryka Sienkiewicza
- Celinka - bohaterka autobiografii Szczenięce lata Melchiora Wańkowicza
- Celina - bohaterka powieści Mewy Stanisława Goszczurnego
- Celina Sieniawiank - bohaterka dramatu Uciekła mi przepióreczka Stefana Żeromskiego
- Celinka - bohaterka powieści Ręka ojca Wojciecha Żukrowskiego
- Celimena - bohaterka komedii Mizantrop Moliera
- Celina Mroczkówna Katelbina - bohaterka powieści Noce i dnie Marii Dąbrowskiej
- Celina Dłużewska - bohaterka powieściCzas honoru Jarosława Sokoła i opartego na niej serialu Czas honoru grana przez Olgę Bołądź

W muzyce:
- Celina – utwór Stanisława Staszewskiego, wykonywany także:
  - przez Elektryczne Gitary, na płycie Chałtury;
  - przez Kult, na płycie Tata Kazika;
  - przez Kazika na Żywo, na płycie Na żywo, ale w studio;
  - przez Jacka Kaczmarskiego.

Zobacz też:
- Celiny Przesławickie